# František Melichar (konstruktér)
František Melichar (9. listopadu 1842 Pavlovice – 28. června 1907 Brandýs nad Labem ) byl český strojírenský podnikatel a konstruktér, starosta Brandýsa nad Labem, majitel továrny na výrobu zemědělských strojů, původně vyučený kovář. Jeho závod se stal největším výrobním provozem na secí stroje v Evropě. Melichar byl také jedním z prvních majitelů osobního automobilu v Čechách.

## Život a dílo

### Mládí
Narodil se v Pavlovicích u Benešova v nemajetné rodině kováře. Vyučil se u svého otce řemeslu, rodina se následně přestěhovala do Kamberka. Poté František Melichar odešel pracovat a sbírat zkušenosti mimo rodný kraj. Roku 1863 absolvoval vojenskou službu v Českých Budějovicích a roku 1866 se zúčastnil tažení rakouské armády do Itálie v rámci třetí italské války za nezávislost. Nějaký čas měl možnost pracovat ve vojenských opravárenských dílnách ve Vídni, kde se naučil pracovat se soustruhem a osvojil si znalosti též v oboru strojnictví. Po skončení služby se roku 1869 vrátil do Kamberka, oženil se s dcerou místního sedláka Petronilou Bártovou a převzal po otci provoz kovárny.

### Vlastní konstrukce

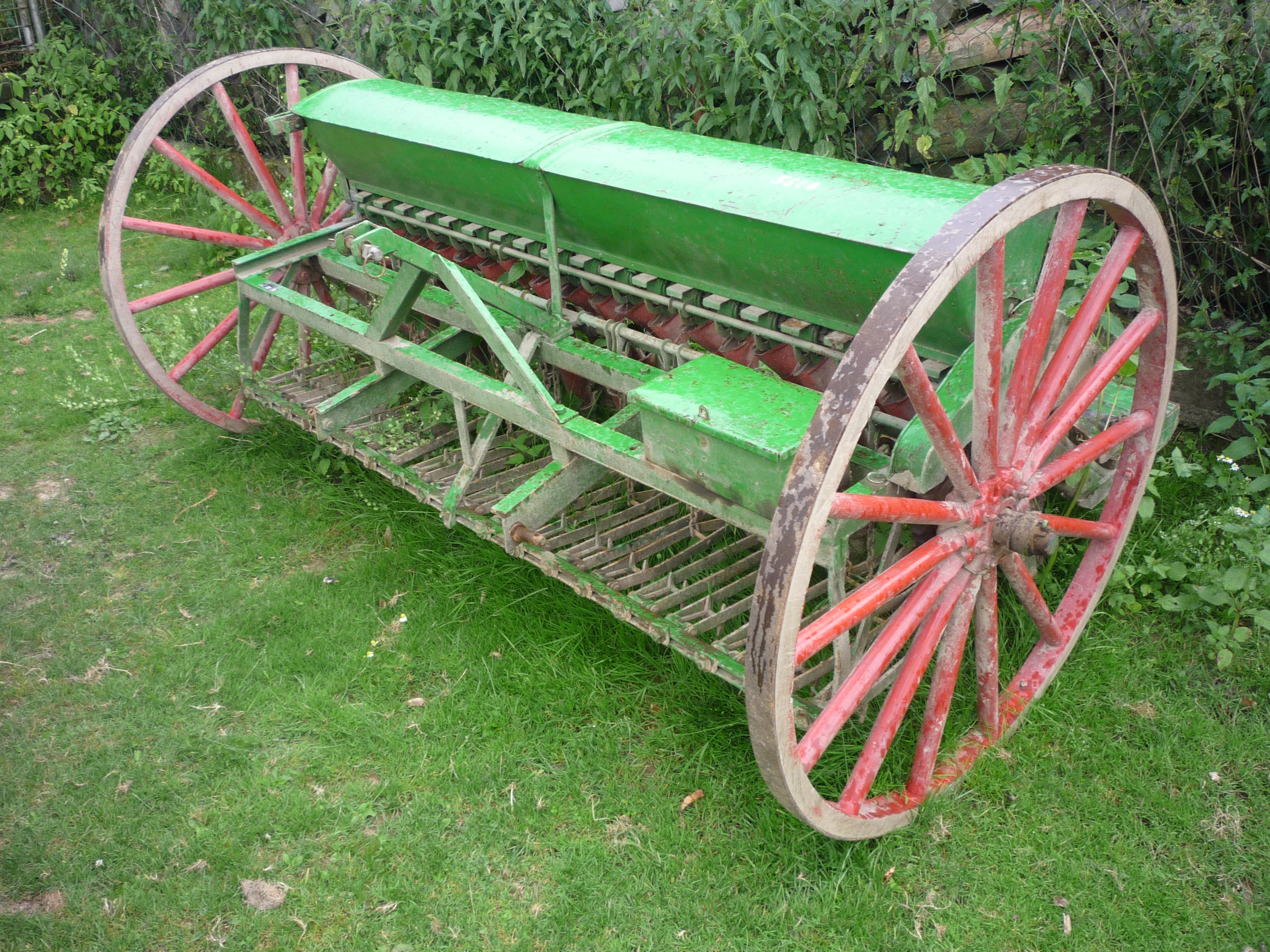
Secí stroj (typ z roku 1958)

Vedle kovářských prací v dílně Melichar prováděl též opravy zemědělských strojů. Díky nabytým konstrukčním znalostem se pustil do stavby vlastních strojů a roku 1871 představil na zemědělské výstavě v Táboře vlastní konstrukci ruční mlátičky obilí. Produkt zde získal hlavní ocenění, což Melichara podnítilo k další samostatné konstrukční a podnikatelské činnosti.
Roku 1873 zakoupil dům v Mladé Vožici, kde zřídil strojařskou dílnu, její zřízení jej však dostalo do finančních potíží prohloubených krachem na vídeňské burze téhož roku. Novou opravárenskou dílnu na stroje založil František Melichar až roku 1877 v Praze u Strahovské brány, po čase se začal věnovat vlastní konstrukční práci.

### Brandýs nad Labem
Na radu jednoho ze zákazníků, rolníka Jana Šestáka, se Melichar následujícího roku s rodinou přestěhoval do průmyslově se rozvíjejícího Brandýsa nad Labem nedaleko Prahy, kde si zřídil dílnu v domě na náměstí. Díky dobře se rozvíjejícímu podniku zřídil pak roku 1881 v Pražské ulici větší strojařský podnik, kde s dvěma učni zahájil produkci secích strojů.
Roku 1882 uvalila rakousko-uherská vláda vysoká cla na dovoz hospodářských strojů, což výrazně napomohlo k odbytu tuzemským výrobcům. První velkou zakázkou firmy Fr. Melichar byla výroba 27 secích strojů objednaná podnikatelem Friedländerem z Vídně, což si vyžádalo zvýšení výrobních kapacit. Prudký rozvoj a zvyšující se poptávka vedla k násobnému rozšíření továrny, který roku 1889 zaměstnával na 200 pracovníků a produkoval 700 secích strojů ročně, což z něj činilo nejvýkonnější závod tohoto typu v Evropě. Firmě napomohlo též připojení nákladní železniční vlečky k městu z Čelákovic roku 1883. Výroba se specializovala na secí stroje a další typy hospodářské techniky. Melichar v továrně neustále působil jako konstruktér, byl autorem 20 zlepšovacích návrhů a vynálezů. Nejproslulejší z nich je tzv. Unicum, lžičkové ústrojí secí technologie, které jednoduchou změnou nastavení umožňuje všechny typy setby. Firma úspěšně vyvážela do celé Evropy, ale též do Alžíru či Austrálie a s úspěchy se účastnila zemědělských výstav v Rakousku-Uhersku i zahraničí.

### Starosta města
Za jeho přínos rozvoji zemědělství a strojnictví mu byl udělen řád Františka Josefa III. třídy a byl povýšen do rytířského stavu. František Melichar byl činný též ve společenském životě Brandýsa nad Labem a mezi lety 1895 a 1898 vykonával funkci starosty města.
Roku 1900 si František Melichar nechal v areálu své továrny postavit dvoupodlažní sídelní vilu podle návrhu architekta Václava Roštlapila, kde od té doby se svou rodinou žil. Práce provedla pražská stavební firma Antonína Makovce, vila byla dokončena roku 1902. Melichar byl též nadšeným podporovatelem automobilismu a jedním z prvních majitelů osobního automobilu v Čechách.

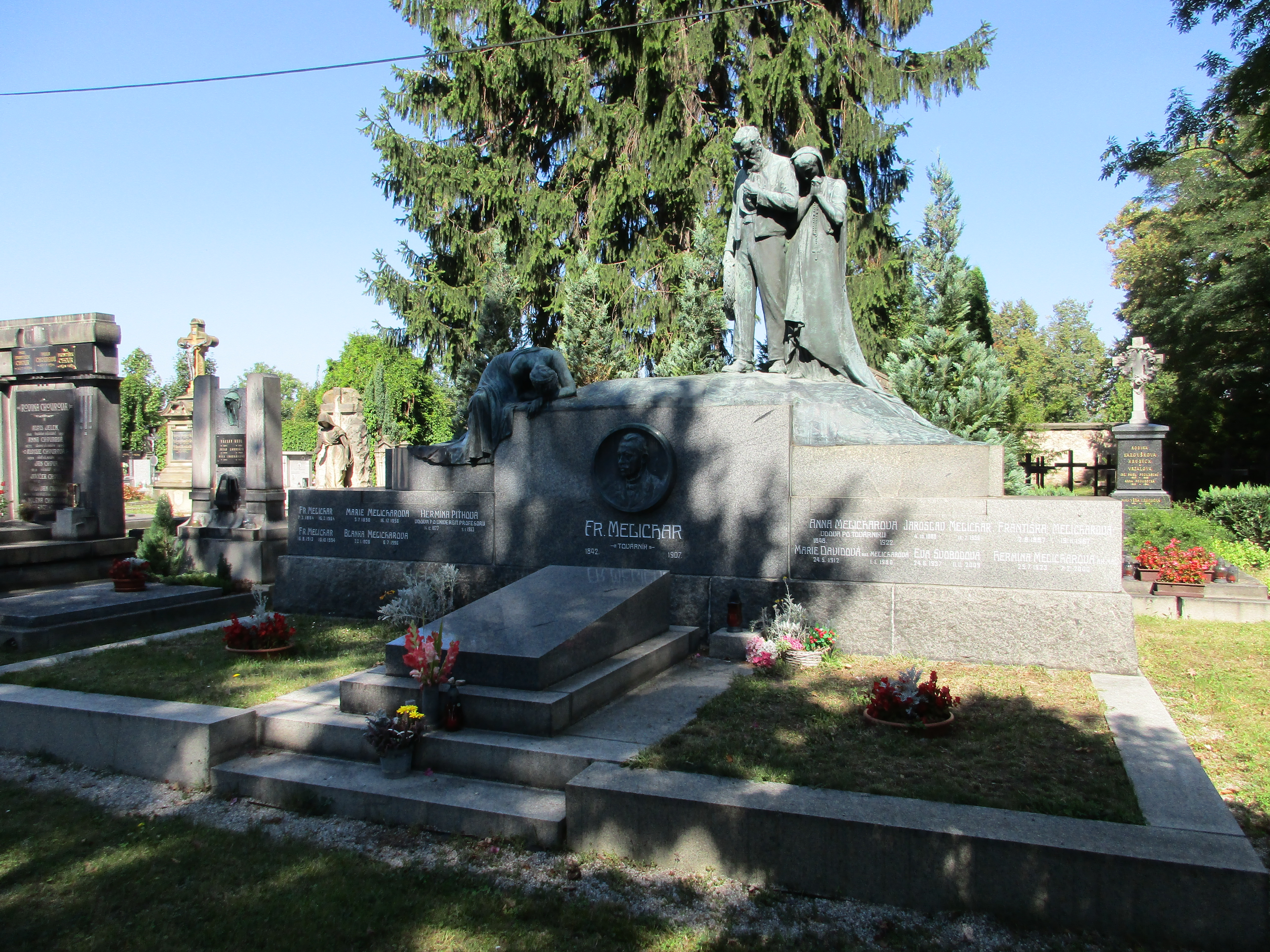
Hrobka rodiny Melichardovy na hřbitově v Brandýse nad Labem

### Úmrtí
Zemřel 28. června 1907 v Brandýse nad Labem ve věku 64 let a byl pohřben v majestátní rodinné hrobce na Hřbitově v Brandýse nad Labem. Sochařskou výzdobu hrobky, postavu truchlící ženy a rolnického páru, vytvořili sochaři Ladislav Šaloun a Stanislav Sucharda.

### Rodinný život
František Melichar byl ženat s Petronilou, rozenou Bártovou, podruhé pak s Annou Melicharovou (1848–1922). Zanechal po sobě několik synů a dcer.
Po jeho smrti převzal rodinnou firmu syn František Melichar mladší. Roku 1920 podnik provedl fúzi se strojírnou Umrath & Comp. v Praze-Bubnech vyrábějící zemědělské stroje, roku 1948 byl pak znárodněn. Po sametové revoluci byla na jeho počest po Františku Melicharovi pojmenována též jedna z ulic v Brandýse nad Labem, Františka Melichara a také Střední škola Františka Melichara. Jeho jméno nese také památný strom Melicharův dub.